# Daniel H. Sumner

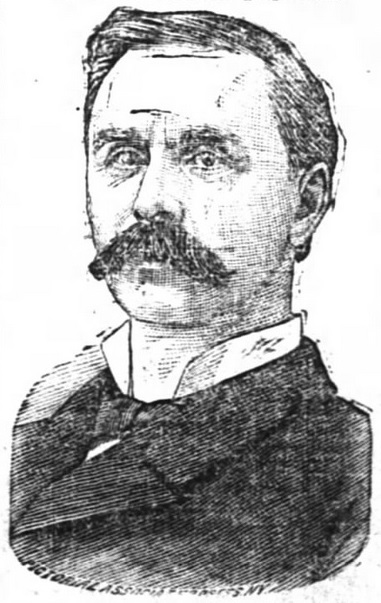
Daniel H. Sumner

Daniel Hadley Sumner (* 15. September 1837 in Malone, Franklin County, New York; † 29. Mai 1903 in Waukesha, Wisconsin) war ein US-amerikanischer Politiker. Zwischen 1883 und 1885 vertrat er den Bundesstaat Wisconsin im US-Repräsentantenhaus.

## Werdegang
Im Jahr 1843 kam Daniel Sumner mit seinen Eltern nach Richland in Michigan, wo er die öffentlichen Schulen und das Prairie Seminary besuchte. Nach einem anschließenden Jurastudium und seiner im Jahr 1868 erfolgten Zulassung als Rechtsanwalt begann er in Kalamazoo in seinem neuen Beruf zu arbeiten. Noch im gleichen Jahr verlegte er seinen Wohnsitz und seine Anwaltskanzlei nach Oconomowoc in Wisconsin. Dort gab er auch eine Zeitung heraus. Im Jahr 1870 zog er nach Waukesha, wo er wieder als Anwalt praktizierte. Damals wurde er Leiter der öffentlichen Schulen in Waukesha und war Mitglied im Bezirksschulausschuss. In den Jahren 1876 und 1877 fungierte Sumner als Bezirksstaatsanwalt im Waukesha County.
Politisch schloss er sich der Demokratischen Partei an. Bei den Kongresswahlen des Jahres 1882 wurde Sumner im zweiten Wahlbezirk von Wisconsin in das US-Repräsentantenhaus in Washington, D.C. gewählt, wo er am 4. März 1883 die Nachfolge von Lucien B. Caswell antrat. Da er im Jahr 1884 auf eine weitere Kandidatur verzichtete, konnte er bis zum 3. März 1885 nur eine Legislaturperiode im Kongress absolvieren. Nach seinem Ausscheiden aus dem US-Repräsentantenhaus zog sich Sumner wieder aus der Politik zurück. In den folgenden Jahren arbeitete er wieder als Anwalt. Er starb am 29. Mai 1903 in Waukesha.